# Frelsesreligion
En frelsesreligion er præget af forestillingen om en kommende udfrielse fra denne verden til en hinsides verden, efter døden. Troen på, at den kommende verden på alle måder er bedre end den på jorden, er indbygget i denne forestilling. Overgangen til det hinsides muliggøres i kraft af en guddommelig indgriben (frelse).

## Frelsesreligioner

### Hellenistisk-romerske religioner
I hellenistisk-romersk tid kom der et større fokus på efterlivet end der hidtil havde været i de traditionelle religioner. Og i flere af de nye religioner, der opstod i perioden, blev den menneskelige tilværelse på jorden opfattet som et fængsel, hvor mennesket blev holdt fanget i sin krop og umyndiggjort af sin skæbne. En udbredt forestilling var, at menneskets eneste håb lå i sjælens frigørelse fra det kropslige og jordiske liv, og at det rene og rette liv kun fandtes i nærheden af det guddommelige. Udfrielsen kunne enten finde sted i døden eller gennem en mystisk oplevelse
I de såkaldte mysteriereligioner indgik frelsen som et centralt element, da indvielsen til den centrale guddom skabte et bånd mellem mennesket og den guddommelige verden. Også i de filosofiske miljøer spillede frelse en vigtig rolle, her var man især tiltrukket af mystikken og platonismen, hvor hulelignelsen havde en stor plads.

### Kristendommen
En anden af de nye frelsesreligioner som dukkede op i hellenistisk-romersk tid var kristendommen. Den byggede i høj grad på jødedommen, hvor frelse traditionelt blev opfattet som frihed for jøderne til at leve i deres eget land, givet af Jahve. I den kristne forkyndelse kom dette til at gælde for alle mennesker. Gudsriget var åbent for alle, og det var på én gang nærværende i hvert eneste menneske, men var samtidigt noget kommende, som ville opstå efter en dommedag. Traditionelt opfattes frelsen i kristendommen som en konkret, legemelig opstandelse, men der kunne og kan dog også ses tendenser til at opfatte opstandelsen mere sjæleligt.
Da kristendommen voksede og spredte sig i hele Romerriget, blev den også blandet med mange af de øvrige religioner, fx de filosofiske miljøer, her opstod nye former for kristendom, fx gnosticismen. Denne gruppe beskrev Jorden som et ondt sted, skabt af en ond skabergud, og mennesket var ved en fejl havnet her. Frelsen bestod for gnostikerne i at indse dette og finde vej hjem til den sande gud. I middelalderen blev Jorden opfattet som Babylon, det mest ugudelige og syndefulde sted i bibelen, der hvor Guds folk blev holdt fanget. Livet var derfor en rejse (pilgrimsfærd) til det sande hjem i Jerusalem.
I løbet af kristendommens flere tusindårige historie har opfattelsen, af hvad frelsen var og hvor stærkt fokus har været på den, ændret sig meget. Moderne liberal teologi har fx forsøgt at give frelsen en nutidig og dennesidig betydning, ved at påpege at frelse er en frigørelse, som muliggør en rigtigt liv på Jorden og i livet før døden.

### Buddhisme
I Indien opstod der i lighed med den hellenistisk-romerske verden en opfattelse af at livet på Jorden var som et fængsel, og at mennesket i virkeligheden hørte til en andet sted. Denne udvikling ses bl.a. i fremkomsten af buddhismen. Begrebet frelse kendes ikke direkte indenfor buddhisme, men frigørelsen fra livets kredsløb af genfødsler (samsara) kan forstås synomynt med det vestlige frelsesbegreb. Igennem frigørelsen fra livet kan mennesket nå nirvana, som er en tilstand, der ikke kan beskrives med ord, og som på alle måder er forskellig fra denne verden.

### Islam
Der er enstemmig enighed indenfor alle islamiske retsskoler og afgrene at der vil komme en islamiske frelser ved samme navn som profeten Muhammed. Diversiteten i forståelse opstår om denne frelserkarakter afspejler sig ved:
1. Frelseren Ahmad (et andet navn for profeten Muhammed) allerede er ankommet (en opfattelse blandt Ahmadiyya-bevægelsen)
2. Frelseren Muhammad al-Mahdi er født i det samme århundrede som profeten Muhammed og vil vise sin ankomst i fremtiden (dvs. denne er i skjulhed eller okulation, en opfattelse holdt blandt shiisme og minoriteten af nuværende sunnisme)
3. Frelseren vil blive født engang i fremtiden forinden dommedag (en opfattelse blandt majoriteten af sunnisme til dato)

Indenfor islam omtales denne frelserkarakter generelt som 'al-Mahdi'.